# Ignaz Bösendorfer
Ignaz Bösendorfer (ur. 28 lipca 1796 w Wiedniu, zm. 14 kwietnia 1859 tamże) – austriacki muzyk, założyciel fabryki fortepianów i pianin Bösendorfer. 

## Życiorys
Był synem stolarza, a sztukę budowy instrumentów muzycznych opanował podczas pracy u wiedeńskiego twórcy organów i fortepianów Josepha Brodmanna. 25 lipca 1828 roku Bösendorfer otrzymał licencję handlową, dzięki której nabył prawo do zamieszkania w Wiedniu, płacenia podatków i produkcji fortepianów. 
Od początku kontynuował tradycję swego mistrza, produkując instrumenty wysokiej jakości, przez co uzyskały one wysoką ocenę. Instrument tej marki stał się sławny w jedną noc dzięki temu, że „przetrwał” grę młodego Ferenca Liszta. Do tego czasu Liszt – dzięki swojemu niespożytemu temperamentowi i technice gry – był w stanie zniszczyć każdy instrument. Poddał testowi również fortepian Bösendorfera, wprawiając w zachwyt zebraną na koncercie publiczność. Od tego czasu stał się przyjacielem Ignaza Bösendorfera oraz wielbicielem jego instrumentów.
Po jedenastu latach od otwarcia firmy cesarz Austrii przyznał Bösendorferowi pierwsze w historii miano „twórcy fortepianów na dwory cesarskie i królewskie”. 
W latach 1839–1845 fortepiany Bösendorfera zdobyły złote medale i pierwsze miejsca na wystawie technicznej w Wiedniu. Po tym sukcesie doceniono je w całej Europie. Sprzedaż instrumentów rosła z roku na rok, a założyciel firmy chciał rozbudować jej zaplecze. Plany pokrzyżowała jego nagła śmierć w 1859 roku. Wytwórnię objął jego syn Ludwig, który zdołał nauczyć się już zawiłości działania firmy od ojca. Sam też okazał się utalentowanym muzykiem.